# Microsoft Movies & TV
Movies & TV (tại Hoa Kỳ), hay Films & TV (tại Canada, Liên hiệp Vương quốc Anh, Ireland, Úc và New Zealand) (tiếng Việt: Phim & TV), trước đó là Xbox Video và Zune Video, là một dịch vụ video kỹ thuật số được phát triển bởi Microsoft cho phép thuê hoặc mua các bộ phim full HD và chương trình truyền hình trong cửa hàng Video Store. Dịch vụ này có sẵn trên Xbox 360, Xbox One, Windows 8 và các phiên bản sau, và Windows Phone 8 và các phiên bản sau. Movies & TV cũng có thể được truy cập trên web.
Zune Video Marketplace được ra mắt năm 2006, và được thay thế bởi Xbox Video vào ngày 14 tháng 10 năm 2012. Được đổi tên thành Movies & TV vào năm 2015, dịch vụ này là câu trả lời của Microsoft để cạnh tranh trực tiếp với các cửa hàng video trực tuyến tương tự khác bao gồm PlayStation Video, iTunes Store, Google Play Movies & TV, và Amazon Video.
Ứng dụng trình phát video Microsoft Movies & TV đã được thay thế bằng Media Player trong Windows 10 và Windows 11. Bản cập nhật được triển khai cho người dùng Windows 10 từ tháng 1 đến tháng 6 năm 2023.

## Lịch sử

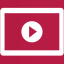
Logo ban đầu của Xbox Video.

Logo ban đầu trên Windows 10.

Cửa hàng video ban đầu của Xbox Live Marketplace được thay thế bởi Zune Marketplace vào ngày 15 tháng 9 năm 2009.
Tại E3 2009, Microsoft công bố dịch vụ streaming video 1080p của họ, cho phép người dùng stream video qua kết nối internet. Công nghệ này là một phần chủ chốt của Xbox Video cho dịch vụ streaming video của họ.
Với việc công bố dịch vụ Xbox Music sẽ thay thế dịch vụ nhạc Zune Marketplace, một số suy đoán về dịch vụ "Xbox Video" bắt đầu rộ lên, một dịch vụ cung cấp các bộ phim và các series trên truyền hình, vì từ "music" (âm nhạc) trong tên của nó mang hàm ý rằng Xbox Music sẽ chỉ cung cấp nhạc, không cung cấp các bộ phim và series truyền hình.
Với việc phát hành Windows 10, Xbox Video xuất hiện với tên Film & TV trong ứng dụng, với việc mua các nội dung sẽ được hợp nhất với Windows Store như là một phần của kế hoạch "ứng dụng universal" của Microsoft. 
Tuy nhiên, tên và nhãn hiệu Xbox Video vẫn có hiệu lực trên tất cả các nền tảng trước và trên trang web chính thức.
Ngày 17 tháng 9 năm 2015, với một bản cập nhật hệ thống cho Xbox 360, tên của ứng dụng đã được thay đổi theo nhãn hiệu mới. Ứng dụng cho Xbox One cũng đã thay đổi trong một bản cập nhật trước đó.
Vào ngày 17 tháng 8 năm 2023, Microsoft đã thông báo rằng ứng dụng Microsoft Movies & TV trên Xbox 360 sẽ không còn hoạt động kể từ ngày 29 tháng 7 năm 2024.

## Các quốc gia có sẵn
| Quốc gia    | Phim | TV    | Chú thích đóng (CC) |
| ----------- | ---- | ----- | ------------------- |
| Úc          | Có   | Có    | Không               |
| Áo          | Có   | Có    | Không               |
| Bỉ          | Có   | Không | Không               |
| Brasil      | Có   | Có    | Không               |
| Canada      | Có   | Có    | Không               |
| Đan Mạch    | Có   | Có    | Không               |
| Phần Lan    | Có   | Có    | Không               |
| Pháp        | Có   | Có    | Không               |
| Đức         | Có   | Có    | Không               |
| Ireland     | Có   | Có    | Không               |
| Ý           | Có   | Có    | Không               |
| Nhật Bản    | Có   | Có    | Không               |
| México      | Có   | Có    | Không               |
| Hà Lan      | Có   | Có    | Không               |
| New Zealand | Có   | Có    | Không               |
| Na Uy       | Có   | Có    | Không               |
| Tây Ban Nha | Có   | Có    | Không               |
| Thụy Điển   | Có   | Có    | Không               |
| Thụy Sĩ     | Có   | Có    | Không               |
| Anh Quốc    | Có   | Có    | Không               |
| Hoa Kỳ      | Có   | Có    | Có                  |